# C1orf56
C1orf56 (англ. Chromosome 1 open reading frame 56) – білок, який кодується однойменним геном, розташованим у людей на 1-й хромосомі. Довжина поліпептидного ланцюга білка становить 341 амінокислот, а молекулярна маса — 36 769.
| 10         |  | 20         |  | 30         |  | 40         |  | 50         |
| ---------- |  | ---------- |  | ---------- |  | ---------- |  | ---------- |
| MVPAAGALLW |  | VLLLNLGPRA |  | AGAQGLTQTP |  | TEMQRVSLRF |  | GGPMTRSYRS |
| TARTGLPRKT |  | RIILEDENDA |  | MADADRLAGP |  | AAAELLAATV |  | STGFSRSSAI |
| NEEDGSSEEG |  | VVINAGKDST |  | SRELPSATPN |  | TAGSSSTRFI |  | ANSQEPEIRL |
| TSSLPRSPGR |  | STEDLPGSQA |  | TLSQWSTPGS |  | TPSRWPSPSP |  | TAMPSPEDLR |
| LVLMPWGPWH |  | CHCKSGTMSR |  | SRSGKLHGLS |  | GRLRVGALSQ |  | LRTEHKPCTY |
| QQCPCNRLRE |  | ECPLDTSLCT |  | DTNCASQSTT |  | STRTTTTPFP |  | TIHLRSSPSL |
| PPASPCPALA |  | FWKRVRIGLE |  | DIWNSLSSVF |  | TEMQPIDRNQ |  | R          |

A: Аланін

C: Цистеїн

D: Аспарагінова кислота

E: Глутамінова кислота

F: Фенілаланін

G: Гліцин

H: Гістидин

I: Ізолейцин

K: Лізин

L: Лейцин

M: Метіонін

N: Аспарагін

P: Пролін

Q: Глутамін

R: Аргінін

S: Серин

T: Треонін

V: Валін

W: Триптофан

Кодований геном білок за функцією належить до фосфопротеїнів. 
Задіяний у такому біологічному процесі, як альтернативний сплайсинг. 
Секретований назовні.